# Winter Solstice
Winter Solstice (br: A Guerra dos Winters) é um filme americano de drama lançado em 2004, estrelado por Anthony LaPaglia, Aaron Stanford e Mark Webber, e dirigido e roteirizado por Josh Sternfeld. No Brasil, também é conhecido pelo título Sobre Pais e Filhos.

## Elenco
- Anthony LaPaglia .... Jim Winters
- Aaron Stanford .... Gabe Winters
- Mark Webber .... Pete Winters
- Michelle Monaghan .... Stacey
- Allison Janney .... Molly Ripkin
- Ron Livingston .... Sr. Bricker
- Brendan Sexton III .... Robbie
- Ebon Moss-Bachrach .... Steve
- Frank Wood .... Bill Brennan
- Kel O'Neill .... Tim
- Thomas Sadoski .... Chris Bender
- Jason Fuchs .... Bob
- Lars Engstrom .... Andrew
- Rocco Rosanio .... Amigo de Pete #1
- Tim Dowlin .... Amigo de Pete #2
- Paul Iacono .... Jr. (não-creditado)
- Dana Segal .... professora de Matemática